# گیوک سفلی
گیوک سفلی روستایی در دهستان باقران بخش مرکزی شهرستان بیرجند استان خراسان جنوبی ایران است.

## جمعیت
بر پایه سرشماری عمومی نفوس و مسکن در سال ۱۳۹۵ جمعیت این روستا ۸۲ نفر (۲۷خانوار) بوده‌است.